# سعد محسنی
سعد محسنی (به انگلیسی: Saad Mohseni)، سرمایه‌دار افغانستانی‌تبار استرالیایی-انگلیسی، بنیانگذار، مالک و رئیس اصلی شرکت گروه موبی است.
در اعلام اسامی ۱۰۰ شخصیت برتر و پرنفوذ سال ۲۰۱۱ توسط مجله تایم، سعد محسنی به عنوان سی و چهارمین شخص پرنفوذ جهان شناخته شد.

## زندگی
سعد محسنی در ۲۳ آوریل ۱۹۶۶ در لندن، انگلستان زاده شد. پدرش یاسین محسنی به‌عنوان یک دیپلمات افغانستانی به انگلستان فرستاده شده بود. صفیه مادر او در سازمان ملل کار می‌کرد. در سن ۳ سالگی، او و خانواده‌اش به افغانستان بازگشتند. پس از تهاجم اتحادجماهیرشوروی به افغانستان او و خانواده‌اش به استرالیا رفتند. در سال ۲۰۰۲ پس از سرنگونی طالبان او به افغانستان بازگشت.

## فعالیت‌ها
سعد محسنی در زمان اقامت در استرالیا در یک شرکت استرالیایی که در امور بانکی بزرگ فعالیت داشته، مشغول به کار بوده‌است. عمدهٔ فعالیت وی پس از بازگشت وی به افغانستان در سال ۲۰۰۲  بوده‌است.

### بنیانگذاری گروه موبی و رادیو آرمان
سعد محسنی در سال ۲۰۰۲ به همراه دو برادرش به نام‌های جاهد و زید و خواهرش، وژمه محسنی از استرالیا به کابل بازگشتند. او به همراه این گروه خانوادگی اقدام به فعالیت رسانه‌ای کردند؛ و با ابتکارات خود باعث شدند که خیلی زود مورد توجه جامعهٔ افغانستان قرار بگیرند. این موضوع باعث شد تا دیگر افغانستانی‌های آشنا با حوزهٔ رسانه، از آن‌ها تقلید کرده و رقابتی رسانه‌ای را با این خانواده آغاز کنند اما هیچ‌یک از آن‌ها نتوانستند در عرصهٔ این رقابت باقی بمانند و سرانجام این عرصه در اختیار کامل خانوادهٔ محسنی قرار گرفت.

آن‌ها گروه موبی را در سال ۲۰۰۲ بنیان‌گذاری کردند و همزمان رادیو آرمان را فعال نمودند. یک رادیوی سرگرم‌کننده بر روی موج اف ام که تنها ستارهٔ آن شکیب ایثار بود. 
گروه موبی یک شرکت خصوصی است که دفتر اصلی آن در کابل بوده و ۱۵ نمایندگی در سراسر افغانستان دارد. این شرکت در واشینگتن و دبی نیز دفتر منطقه‌ای دارد. فعالیت خاورمیانه‌ای این شرکت از طریق دفتر دبی مدیریت و هدایت می‌شود.

### بنیانگذاری تلویزیون طلوع
سعد محسنی در سال ۲۰۰۴ با پولی که از کمک‌های بین‌المللی ایالات متحده آمریکا به دست آورده بود تلویزیون طلوع را بنیانگذاری کرد. از این‌رو برخی  عقیده دارند، برنامه‌ها و تلویزیون‌های سعد محسنی در جهت حفظ منافع آمریکا فعالیت می‌کند.
در سال ۲۰۰۸ این شبکه برای مدت چند ماه کانالی به نام تلویزیون جهانی طلوع برای بینندگانش در اروپا و آمریکا به راه انداخت که این پروژه پس از چندی متوقف شد. در سال ۲۰۱۰ با شروع فعالیت تلویزیون طلوع نیوز این شبکه دارای چهار تلویزیون و دو رادیوی FM شد.

### بنیانگذاری تلویزیون لمر
در سال ۲۰۰۶ میلادی گروه رسانه‌ای موبی اقدام به بنیانگذاری تلویزیون لمر کرد که برنامه‌های خود را به زبان پشتو ارائه می‌دهد.

### بنیانگذاری فارسی۱
فارسی۱ سرمایه‌گذاری مشترک گروه موبی و شرکت نیوز کورپوریشن است.
فارسی۱ کار خود را از مرداد ۱۳۸۸ آغاز کرد و در ایران مورد استقبال و توجه بسیاری قرار گرفت.
به گزارش دویچه وله، «این شبکه توانسته‌است با مجموعه‌هایی عامه‌پسند و با استفاده از چاشنی‌هایی چون زنان و دختران زیبارو و داستان‌هایی عاشقانه در جذب مخاطبان موفق شود و تماشاگری را که در پی نوعی سرگرمی برای رهایی از دغدغه‌ها و خستگی‌های کار و زندگی اجتماعی است، به دنبال خود بکشاند.»
عدم توفیق و نبود راهبردی از پیش تعیین‌شده برای جذب مخاطب توسط صدا و سیمای جمهوری اسلامی ایران نیز مزید بر علت شده‌است. در نشست برگزارشده «مرکز تحقیقات استراتژیک مجمع تشخیص مصلحت نظام»، دلیل عمده را «ضعف عملکرد صدا و سیما» عنوان کردند و کارگردانان عملکرد این سازمان در حوزهٔ سریال را مورد اعتراض قرار دادند. ابراهیم رها در مقاله طنزی در روزنامه اعتماد این موضوع را دستمایهٔ کارش قرار داده‌است. عزت‌الله ضرغامی رئیس وقت سازمان صدا و سیما و نشریه همشهری جوان این انتقادات را رد کردند.
در گزارشی از رادیو زمانه که شهرنوش پارسی‌پور آن را تهیه کرده‌است، دلایلی برای علاقه‌مندی بینندگان به تماشای سریال‌های تلویزیونی این شبکه آورده شده‌است. گفته شده که خواستن برقراری ارتباط با جهان به زبان پارسی از دلایل این علاقه‌مندی است، کسانی که دوست دارند دنیایی را ببینند که به دنیای خودشان شباهت دارد و نمی‌خواهند ایرانی را ببینند که شباهتی به ایران واقعی‌شان ندارد. (اشاره به نوع برنامه‌هایی که از تلویزیون داخلی ایران پخش می‌شود). از دیگر مزیت‌های سریال‌های فارسی‌وان که در این گزارش آورده شده این است که با اینکه این سریال‌ها در داخل کشور ایران تولید نمی‌شود، اما از کشورهایی هستند (آمریکای لاتین و کرهٔ جنوبی) که مردم ایران هیچ کینه‌ای از آنها به دل ندارند و با خیال راحت به تماشای آن‌ها می‌نشینند. از ویژگی سریال‌های این شبکه به خصوص سریال‌های کلمبیایی طولانی بودن مدت پخش آن‌هاست. یعنی یک سریال به مدت ۵ یا ۶ ماه پخش می‌شود و به دلیل مدت پخش طولانی مخاطب به سریال عادت می‌کند و به نوعی وابسته می‌شود؛ و اگر کسی از ابتدا سریال را دنبال نکند و بعد از ۱ یا ۲ ماه سریال را ببیند موضوع سریال را به سرعت می‌فهمد.